# روان‌شناسی صنعتی و سازمانی
روان‌شناسی صنعتی و سازمانی یکی از شاخه‌های جدید علم و معرفت است که روی مسئله نیروی انسانی و سایر جنبه‌های مربوط به دنیای کار تمرکز دارد. روان‌شناسی صنعتی و سازمانی نوعاً برای شرکت‌ها به کار می‌رود و مسائل مورد توجه آن‌ گزینش مناسب‌ترین افراد برای هر شغل یا طراحی ساختارهایی است  طوری که همکاری و کار گروهی را آسان می‌کند.

به این شاخه از روان‌شناسی گاه «روان‌شناسی کار» و «روان‌شناسی شغلی» هم گفته می‌شود. این رشته در ایالات متحده آمریکا تحت عنوان (به انگلیسی: industrial and organizational psychology) و در اروپا تحت عنوان (به انگلیسی: work psychology) شناخته می‌شود. 
موضوع این شاخه از دانش مطالعه‌ی علمی، رابطه‌ی میان انسان و دنیای کار است. در واقع، کاربرد و بسط و گسترش اصول روانشناسی است به مسائلی که انسان در تجارت و صنایع با آن‌ها دست به گریبان است. از آنجا که شاخه روانشناسی صنعتی و سازمانی یکی از شاخه‌های کاربردی و فعال رشته مهم روانشناسی است و همچنین کشور نیز در آستانه توسعه اقتصادی و صنعتی است لذا استفاده از خدمات مشاوره روانشناسی صنعتی و سازمانی یکی از ضروریات دنیای تولید و کار است و بدون این گونه خدمات تولید با کیفیت در دنیای پر رقابت فعلی با مشکل روبروست. خدمات مشاوره‌ای با حل و فصل مشکلات کارکنان در ابعاد مختلف می‌تواند تخصص، انرژی و توان کارکنان را در اختیار اهداف و مأموریت سازمان قرار دهد.
ایمنی و بهداشت حرفه‌ای در محل کار:
یکی از مهمترین موضوعات برای مدیران ارشد در سازمانها و وزارتخانه‌ها، شرکت‌ها و کارخانه‌ها، کاهش آمار حوادث صنعتی و افزایش راندمان کاری پرسنل، انگیزش شغلی، بهره‌وری، افزایش تولید و سرعت انجام کار و ... است، که با استفاده و استقرار سیستم مدیریت ایمنی- بهداشت حرفه‌ای یا OHS که از رشته های مختلف از جمله بهداشت حرفه‌ای و ایمنی کار، روانشناسی صنعتی و سازمانی، ایمنی صنعتی،و ... در تمامی مراکز شغلی به وسیله تدوین دستورالعمل‌ها و روش های اجرایی، ارزیابی ریسک‌ها در ابعاد مکانیکی ، فیزیکی ، شیمیایی ، بیولوژیکی،ارگونومیکی و روانی 

## آثار عملی روان‌شناسی صنعتی و سازمانی در سازمان‌ها
بهبود رضایت کارکنان، پیشگیری از فرسودگی منابع انسانی، کمک به توسعه منابع ان اداره کردن سازمان غیررسمی، فراهم کردن بستر لازم برای اتخاذ تصمیمات استراتژیک برای روان سازمان، بالابردن انگیزه کارکنان، تقویت فرهنگ استفاده از خدمات مشاوره‌ای، جلوگیری از پیری زودرس سازمان ایمنی و بهداشت حرفه‌ای بین مهندسین بهداشت حرفه‌ای و ایمنی کار، ارگونومیست ها و رو کارخانه را نام برد که همگی این آثار صرف نظر از صرفه جویی در سرمایه‌گذاری جدید برای نیروی انسانی موجب تحقق رسالت توجه به کرامت انسانی در سازمان‌ها می‌شود و بهره‌وری و سلامت و شادابی را در کارکنان و سازمان تا حدود زیادی تضمین می‌کند.
روانشناسان صنعتی و سازمانی می‌توانند در زمینه‌هایی از قبیل: کارمندیابی، گزینش، کارگماری و طبقه‌بندی کارکنان، برنامه‌ریزی و آموزش نیروی انسانی، ارزشیابی شغل و عملکرد شغلی، کاهش سوانح و افزایش ایمنی، بهبود شرایط محیط عدم کار، حوادث شود  یزه و روحیه کار، افزایش دلبستگی، خشنودی شغلی و تعهد سازمانی، کاهش فشمهندسان بهداشت حرفه‌ای و ایمنی کار و ار روانی شغلی، بهبود ارتباطات، ایجاد تغییرات مناسب، مایمنی و بهداشت حرفه‌ای ه شغلی و حرفه‌ای، افزایش بهداشت روحرفه‌ای وابط فرهدیگر تخصص ها  نگی و هماهنگی میان انسان و ماشین نقش مؤثر و کارساز داشته باشند.

## تاریخچه
روانشناسی صنعتی و سازمانی به‌طور رسمی ثرگذار بوده‌اند، نمی‌توان سال مشخصی را به‌عنوان زمان شروع روانشناسی صنعتی و سازمانی در نظر گرفت.
خاستگاه این شاخه از روانشناسی را می توان کشور آمریکا دانست به این دلیل که اولین انجمن علمی روانشناسی صنعتی و سازمانی (SIOP) در سال ۱۹۴۴ به‌عنوان زیرمجموعه‌ای از انجمن روانشناسی آمریکا (APA) شروع به فعالیت نمود و همین‌طور اولین کتاب مرجع و اولین درجه دکتری این رشته نیز در آمریکا منتشر و اعطاشده است. در ایران نیز این رشته از حوالی سال ۱۳۵۳ در دانشگاه شهید چمران اهواز شروع به فعالیت کرد ولی بعد از انقلاب مدتی فعالیت آن به حالت تعلیق درآمد و دوباره بعد از ابتدای دههٔ ۸۰ شروع به فعالیت نمود.
نیاز به روانشناسی صنعتی و سازمانی از سالها قبل و با تغییر شکل صنایع و سازمان‌ها، انباشت سرمایه‌های مادی و انسانی، رشد فنّاوری، افزایش ساعات کاری و شاید مهم‌تر از همه این موارد مصرف‌گرایی و تمایل به تولید بیشتر در کشورهای اروپایی و آمریکا، احساس میشد تا بتوان به نهایت بهره‌وری و رفاه شغلی رسید؛ اما دو اتفاق مهم باعث گستردگی این علم و افزایش پژوهش‌ها و تحقیقات و همین‌طور کاربرد این رشته شد:
_کاهش آمار حوادث صنعتی در سیستم مدیریت HSE با به کارگیری روانشناسان صنعتی در این جایگاه شغلی.
-افزایش تمایل صنایع و سازمان برای پیشرفت بیشتر و بالا بردن بهره‌وری
-عمل‌گرا و کاربردی بودن.

## رویدادهای مهم در روان‌شناسی صنعتی
پدیده‌ها معمولاً به‌صورت یک‌باره خلق نمی‌شوند و زنجیره‌ای از اتفاقات و مسائل باعث می‌شود که آن‌ها به وجود بیایند و رشد کنند. رشته‌ روان‌شناسی صنعتی و سازمانی نیز از این مسئله مستثنا نبوده و اتفاقات زیادی در طول تاریخ، بر رشد و شکل‌گیری آن مؤثر بوده‌اند:
- به راه افتادن جنبش رفاه اجتماعی در اوایل قرن بیستم
- جنگ جهانی اول و استفاده گسترده از آزمون‌های روانشناسی برای استخدام افراد
- جنگ جهانی دوم و بکارگیری بیش‌ازپیش روانشناسی صنعتی و سازمانی با هدف افزایش بهره‌وری
- مطالعات هاوتورن و آغاز توجه بیشتر به جنبه‌های اجتماعی شغل و همین‌طور اهمیت یافتن بخش سازمانی در روانشناسی صنعتی و سازمانی
- تصویب قانون حقوق مدنی و توجه بیشتر به رفاه کارکنان و حقوق آن‌ها
- رشد سریع فنّاوری و گسترش استفاده از اینترنت در صنعت و سازمان‌ها

## چهره‌های شاخص
علم روانشناسی صنعتی و سازمانی تاریخ طولانی و پیچیده‌ای ندارد ولی در طول همین تاریخ کوچک انسان‌های بزرگی با تلاش و همت خود توانسته‌اند مسیر را برای رشد و گسترش آن هموار کنند.
یکی از پیشگامان و مهم‌ترین دانشمندان روانشناسی صنعتی و سازمانی که میتوان او را به‌عنوان پدر این علم شناخت روانشناس آلمانی-آمریکایی به نام دکتر هوگو مانستربرگ است(۱۸۶۳–۱۹۱۶). او اولین کتاب مرجع این علم را به نام «روانشناسی و اثربخشی» در سال ۱۹۱۳ به چاپ رساند و سه سال بعد از آن در میانه سخنرانی خود از دنیا رفت. او از شاگردان ویلهم وونت بوده است.
از دیگر چهره‌های اولیه و مهم این رشته میتوان به دکتر والتر دیل اسکات اشاره کرد. والتر دیل اسکات روانشناس آمریکایی که کتاب روانشناسی تبلیغات را در سال ۱۹۰۸ نوشت و در جریان استفاده از آزمون‌های روان‌شناختی در جنگ جهانی اول تأثیر زیادی داشت. والتر دیل اسکات هم از شاگردان ویلهم وونت در دانشگاه لایپزیک آلمان بوده‌است.
فردریک تیلور از چهره‌های دیگر مهم در تاریخ روانشناسی صنعتی و سازمانی است. ایشان در اصل یک مهندس و مدیر بود و در سال ۱۹۱۱ نظریه مدیریت علمی خود را مطرح کرد که همچنان از این نظریه در سطوح مختلف سازمانی و مدیریتی استفاده می‌شود.
همچنین رابرت یرکز که پیشگام کاربرد آزمون‌های روان‌شناختی در ارتش بود، التون مایو که توانست توجه سازمان و صنایع را به بعد انسانی نیروی کار و نیازهای اجتماعی آن جلب کند، کرت لوین و مطالعاتش روی انگیزش کارکنان و فرانک گیلبرت و همسر او لیلین گیلبرت که در منابعی آن‌ها را اولین نفرات دریافت‌کننده درجه دکتری در این رشته میدانند، همه از بزرگان و پیشگامان این رشته بودند.
از چهره‌های برجسته این علم در کشور خودمان باید به نام دکتر حسین شکر کن اشاره کرد که به حق به عنوان پدر این رشته در ایران شناخته می‌شوند. ایشان درجه دکتری در روانشناسی صنعتی و سازمانی را از دانشگاه برکلی کالیفرنیا دریافت کردند و بعد از آن به کشور برگشته و در سال ۱۳۵۲ این رشته را برای اولین بار در دانشگاه شهید چمران اهواز (محل تولد خود) تأسیس نمودند. ایشان همچنین در سال ۱۳۹۵ انجمن روانشناسی صنعتی و سازمانی کشور را تأسیس و تا امروز سمت دبیری آن را بر عهده دارند.

## ارگونومی
هنگامی که دربارهٔ روانشناسی صنعتی صحبت می‌کنیم یکی از موضوعاتی که به ذهن خطور می‌کند، حوزه‌ای است با نام ارگونومی یا فرایند طراحی ابزار و رویه‌های کاری به طوری که هر چه بهتر با توانایی‌ها و محدودیت‌های انسان هماهنگ باشد. از متخصصان این حوزه انتظار می‌رود محیط و ابزار مورد نیاز برای کار را طوری طراحی کنند که ایمن و دارای بیشترین بهره‌وری باشند. برای مثال یک روانشناس صنعتی ممکن است در طراحی یک وسیلهٔ کامپیوتری یا یک خط مونتاژ کمک کند و آن را متناسب با توانایی‌های فیزیکی کارگران بسازد.